# André Brantjes
André Brantjes (Rotterdam, 29 november 1958), bijgenaamd The Quiet Man, is een Nederlands darter. Hij is woonachtig in Helmond.
Brantjes is vier keer Europees en drie keer wereldkampioen geweest in het softtip, oftewel het elektronische darts. Ook speelt hij sinds 2003 reguliere darts, ook wel steeltip genoemd. In mei 2004 brak hij hiermee door, door in de International Darts League de tweede ronde te halen en onder anderen Martin Adams te verslaan.
Begin 2005 nam Brantjes voor het eerst deel aan de Lakeside. Hij versloeg daar Co Stompé en Mervyn King maar strandde in de kwartfinale tegen de toen relatief onbekende Australiër Simon Whitlock.

## Resultaten op wereldkampioenschappen

### BDO
- 2005: Kwartfinale (verloren van Simon Whitlock met 1-5)